# Dariusz Bayer
Dariusz Bayer est un footballeur polonais né le 17 septembre 1964 à Białystok (Pologne). Ce joueur a évolué comme milieu de terrain.

## Carrière
- 1980-1983 : Jagiellonia Białystok  Pologne
- 1983-1984 : ŁKS Łódź  Pologne
- 1984-1989 : Jagiellonia Białystok  Pologne
- 1989-1991 : Lech Poznań  Pologne
- 1991-1992 : US Orléans  France
- 1992-1993 : FC Annecy  France
- 1993-1994 : Legia Varsovie  Pologne
- 1994-1995 : Hetman Zamość  Pologne
- 1995-1996 : Jagiellonia Białystok  Pologne